# Ernst Bornstedt

Ernst Bornstedt

Ernst Bornstedt (* 18. Mai 1868 in Liebsee, Westpreußen; † 27. Dezember 1956 in Flensburg; bürgerlicher Name: Ernst Strempel) war ein deutscher Schauspieler, Regisseur und Theaterintendant.

## Leben
Der Sohn eines Gutsbesitzers besuchte die altehrwürdige Burgschule in Königsberg. Nach der Reifeprüfung ließ er sich auf Wunsch des Vaters zum Kaufmann ausbilden. Nebenbei nahm er Schauspielunterricht bei Joseph Lewinsky. Sein Debüt hatte er am 16. Mai 1887 am Elysium-Theater in Stettin. Die üblichen Wanderjahre führten ihn zunächst nach Freiberg, an das Stadttheater am Brausenwerth in Elberfeld und an die Bühnen von Kiel, Zürich, Würzburg und Halle an der Saale. Anschließend wurde er für drei Jahre an das Stadttheater Bremen engagiert, wo er sich der besonderen Wertschätzung Heinrich Bulthaupts erfreute. Nach einem Engagement in Hamburg, das durch den plötzlichen Tod Bernhard Pollinis nach nur einem Jahr endete, verpflichtete er sich für vier Jahre an das Hoftheater Magdeburg, wo er Anton Hartmann kennenlernte.
Als Hartmann 1902 das Carola-Theater in Leipzig übernahm, gehörte Bornstedt von Beginn an zum Ensemble. Hier stand er mit Agnes Sorma, Josef Kainz, Albert Bassermann und Paul Wegener auf der Bühne. 1906 ging er als Darsteller und Regisseur an das Neue Theater in Berlin, um nach nur einem Jahr an das Leipziger Schauspielhaus zurückzukehren, wo ihn Hartmann zum Oberspielleiter ernannte.
Am 29. März 1912 wurde er als Intendant an das Stadttheater Flensburg berufen, an dem er außerordentlich erfolgreich und prägend wirkte. Für die Nationalsozialisten gewann diese Bühne jedoch eine politische Bedeutung als Grenztheater, so dass Bornstedt 1934 in den Ruhestand verabschiedet und sein Amt mit Parteifunktionären besetzt wurde.
Als Ehrenmitglied des Ensembles behielt er seinen Wohnsitz in Flensburg, wo er auch verstarb. Sein Nachlass wird im Stadtarchiv Flensburg verwahrt. 1989 wurde in Flensburg die Bornstedttreppe nach ihm benannt.